# Championnat de France de baseball Nationale 2 2007
Navigation
2006 2008
Le Championnat de France de baseball Nationale 2 2007 rassemblait huit équipes qui s'affrontaient dans l'espoir d'accéder à la Nationale 1. Ces équipes représentaient les meilleurs clubs issus des compétitions régionales (de division honneur).
Une édition « pauvre » puisque c'est habituellement plus ou moins 20 clubs qui y participent. Les Devils de Bron Saint-Priest succèdent à la réserve des Tigers de Toulouse au palmarès et montent en Nationale 1 en compagnie du finaliste, Les Andelys.

## Format
Pour cette édition 2007 de la Nationale 2, Les équipes sont réparties en 2 poules géographiques de 4 équipes. Chaque équipe affrontent les autres de sa poule (en programme double, c'est-à-dire deux confrontations par journée).
Après la phase de poule, les deux premières équipes de chaque poule se qualifient pour les demi-finales. 
Les deux vainqueurs des demi-finales croisées, qualifiés pour la Nationale 1, se rencontrent ensuite en terrain neutre au meilleur des trois matchs pour le titre de champion de France de N2 2007.

## Les clubs de l'édition 2007
Seules 8 équipes régionales prennent part à la compétition, à la suite d'une véritable hécatombe d'engagements du côté des clubs régionaux :
- Ligue d'Aquitaine : Indians de Boé-Bon-Encontre
- Ligue de Bourgogne : Vikings de Chalon
- Ligue de Bretagne : Hawks de La Guerche², Black Panthers de Bréal-sous-Montfort
- Ligue du Centre : French Cubs de Chartres
- Ligue du Languedoc-Roussillon : Albatros de La Grande Motte
- Ligue du Nord Pas-de-Calais : Dragons de Ronchin
- Ligue de Normandie : Cabs des Andelys
- Ligue du Poitou-Charentes: Boucaniers de La Rochelle
- Ligue de Rhône-Alpes : Devils de Bron Saint-Priest

## Phase de poule
Les 8 clubs sont répartis dans deux poules géographiques de la sorte:
| Equipe      | Ville                           |
| ----------- | ------------------------------- |
| Cabs        | Les Andelys (Eure)              |
| French Cubs | Chartres (Eure-et-Loir)         |
| Dragons     | Ronchin (Nord)                  |
| Boucaniers  | La Rochelle (Charente-Maritime) |

| Equipe   | Ville                             |
| -------- | --------------------------------- |
| Devils   | Bron (Rhône)                      |
| Indians  | Boé-Bon-Encontre (Lot-et-Garonne) |
| Vikings  | Chalon-sur-Saône (Saône-et-Loire) |
| Albatros | La Grande-Motte (Hérault)         |

Lors d'égalité V/D entre équipes, le classement s'établit en fonction des confrontations directes entre ces équipes.
Les 2 premiers des poules A et B avancent en demi-finales.

### Poule A
| Date         | Heure | Recevant    | Visiteur    | Match 1 | Match 2 | Notes    |
| ------------ | ----- | ----------- | ----------- | ------- | ------- | -------- |
| 2 septembre  | 11.00 | Les Andelys | Ronchin     | 13 - 3  | 7 - 4   |          |
| 2 septembre  | 11.00 | Chartres    | La Rochelle | 4 - 3   | 12 - 7  |          |
| 9 septembre  | 11.00 | Chartres    | Ronchin     | 6 - 0   | 2 - 9   |          |
| 9 septembre  | 11.00 | La Rochelle | Les Andelys | 11 - 14 | 5 - 18  |          |
| 16 septembre | 11.00 | Les Andelys | Chartres    | 7 - 23  | 10 - 1  |          |
| 16 septembre | 11.00 | La Rochelle | Ronchin     | 0 - 9*  | 0 - 9*  | *forfait |

| Pl. | Équipe      | MJ | V | D | %     |
| --- | ----------- | -- | - | - | ----- |
| 1   | Les Andelys | 6  | 5 | 1 | 0,833 |
| 2   | Chartres    | 6  | 4 | 2 | 0,667 |
| 3   | Ronchin     | 6  | 3 | 3 | 0,500 |
| 4   | La Rochelle | 6  | 0 | 6 | 0,000 |

J : rencontres jouées, V : victoires, D : défaites, % : pourcentage de victoire.

### Poule B
| Date         | Heure | Recevant        | Visiteur        | Match 1 | Match 2 | Notes    |
| ------------ | ----- | --------------- | --------------- | ------- | ------- | -------- |
| 2 septembre  | 11.00 | La Grande Motte | Boé             | 8 - 2   | 9 - 6   |          |
| 2 septembre  | 11.00 | Saint-Priest    | Chalon          | 8 - 7   | 11 - 1  |          |
| 9 septembre  | 11.00 | La Grande Motte | Saint-Priest    | 4 - 9   | 1 - 11  |          |
| 9 septembre  | 11.00 | Boé             | Chalon          | 14 - 4  | 11 - 5  |          |
| 16 septembre | 11.00 | Saint-Priest    | Boé             | 12 - 0  | 11 - 1  |          |
| 16 septembre | 11.00 | Chalon          | La Grande Motte | 9 - 0*  | 9 - 0*  | *forfait |

| Pl. | Équipe          | MJ | V | D | %     |
| --- | --------------- | -- | - | - | ----- |
| 1   | Saint-Priest    | 6  | 6 | 0 | 1,000 |
| 2   | Boé             | 6  | 2 | 4 | 0,333 |
| 3   | Chalon          | 6  | 2 | 4 | 0,333 |
| 4   | La Grande Motte | 6  | 2 | 4 | 0,333 |

J : rencontres jouées, V : victoires, D : défaites, % : pourcentage de victoire.

## Phase finale
La phase finale se joue le week-end des 29 et 30 septembre. Les sortants des poules A et B s'affrontent en demi-finales croisées le samedi et les vainqueurs le dimanche lors de la finale. 
Saint-Priest, champion de France de N2 2007, accède à la N1 en compagnie du finaliste, Les Andelys.
| Date         | Match   | Recevant     | Visiteur     | Score  | Notes |
| ------------ | ------- | ------------ | ------------ | ------ | ----- |
| 29 septembre | 1/2 n°1 | Les Andelys  | Boé          | 16 - 6 |       |
| 29 septembre | 1/2 n°2 | Saint-Priest | Chartres     | 15 - 0 |       |
| 30 septembre | Finale  | Les Andelys  | Saint-Priest | 8 - 14 |       |